# Andy Müller-Maguhn
Pour les articles homonymes, voir Müller.
Andy Müller-Maguhn, né le 3 octobre 1971, est un porte-parole du Chaos Computer Club de Berlin dont il est membre depuis 1986, porte-parole depuis 1990, et membre du conseil d'administration jusque 2012. Il fut élu, entre 2000 et 2002, membres du comité de direction de l'ICANN (Internet Corporation for Assigned Names and Numbers) comprenant 18 personnes.
En 1995, Andy Müller-Maguhn fonde le "Datenreisebüro" (l'agence de voyage des données), qui est, depuis 2002, basée à Berlin. Cette ONG participe entre autres à l'organisation du Chaos Computer Club et héberge une archive numérique en ligne, mais le Datenreisebüro organise surtout des ateliers où les administrateurs système peuvent apprendre à améliorer la sécurité des données informatiques et la protection de ces dernières. D'autres ateliers ont aussi pour but d'influencer les politiques publique de protection des données personnelles. Andy Müller-Maguhn a aussi participé à l'organisation de plusieurs conférences H.O.P.E

## Œuvres
Livres
- Menace sur nos libertés : Comment Internet nous espionne. Comment résister, Robert Laffont, 2013, 245 p. (ISBN 978-2-221-13522-8) (avec Julian Assange, Jacob Appelbaum et Jérémie Zimmermann).